# Ermita de San José (Albaida)
La ermita de San José es una ermita española, situada en la calle de San Felipe Neri, 19, en el municipio de Albaida. Es Bien de Relevancia Local con identificador número 46.24.006-015.

## Historia
Fue edificada en 1913.
A inicios del siglo XXI, se desarrolla en ella culto de forma ocasional.

## Descripción
Se encuentra en la calle de San Felipe Neri, alineada con las demás construcciones -por lo general, viviendas- de la misma. Está rodeada por otros edificios, salvo por su fachada a la calle mencionada, en la que dispone de una acera de escasa amplitud.
La fachada termina en frontón triangular en cuyo centro se encuentra un amplio óculo con fajón de ladrillos rojos. La cornisa está rematada con adornos piramidales de piedra y -en el centro- una cruz del mismo material, pero no posee espadaña. La puerta de acceso, con un escalón, es de buen tamaño, emplanchada y adintelada y con un tímpano de medio punto cerrado por un abanico de forja. Tanto la puerta como el óculo que hay sobre ella, se rodean de un fajón de ladrillos rojos, el mismo material que forma el zócalo de la fachada y el óculo del frontón. A la derecha de la puerta hay un farol de hierro. Sobre la puerta hay una pequeña lápida con el nombre del santo titular y la fecha de construcción del edificio. El tejado es de tejas a dos aguas.
El interior es elegante y sencillo. Está cubierto con techo plano, bordeado por escocia. Sus paramentos están recorridos por un arrimadero de textura marmórea, entre pilastras acanaladas con capiteles jónicos. El altar mayor se halla en el testero y está flanqueado por dos puertas que se abren a la sacristía. El retablo es barroco y en el nicho central se encuentra una pequeña imagen de San José con el Niño.